# 宇治川電気
宇治川電気株式会社（うじがわでんき、英語: Ujigawa Electric Power Company, Limited.）はかつて日本に存在した電力会社。太平洋戦争以前の日本における大手「五大電力」（東邦電力、東京電燈、大同電力、宇治川電気、日本電力）の一つで、近畿地方を拠点とした。略称は宇治電（うじでん）。現存する大手電力会社の関西電力、及び私鉄の山陽電気鉄道を構成する前身となった企業の一つである。

## 沿革
日本では明治時代中期、日清戦争・日露戦争を背景に工業化が進行し、それに伴い電力需要も増えた。当時は需要地の都市部に火力発電所を設置して主に電気を賄っていたものの、それだけでは需要に追いつかない状況が続いたことから、1900年代以降、山間部に大型の水力発電所を建設し、ここから長距離の高圧送電線で都市部の需要地に送電するという新たな電力開発手法が勃興した。その前の1894年（明治27年）には高木文平の主唱で、宇治池尾村、志津川間に発電用水路開墾の出願が行われていたように、近畿地方でもその傾向は強く、淀川上流の宇治川水系に水力発電所を設置して、都市部に供給する計画が持ち上がった。
大阪電灯社長の土居通夫は京都電灯に呼びかけて計画の実現に動いたが、宇治川の上流に位置する滋賀県地方でも同様の動きがあり、さらには煙草で財を成した岩谷松平も乗り出すなど三者競願の状態に陥った。
結局、大阪商船の中橋徳五郎の調整により、土居通夫を創立委員長に就き、1906年（明治39年）に京都で宇治川電気株式会社を創立した。社長に中橋徳五郎、土居通夫、岩谷松平、高木文平、浅見又蔵が取締役、田中市兵衛、大倉喜八郎、田中源太郎が監査役に就き、1913年（大正2年）に宇治水力発電所（宇治発電所、宇治市宇治山田）を完成させると京阪地域への電力供給を開始した。1924年（大正13年）には志津川発電所（宇治市槇尾山）も運転を開始した。
なお、この頃電気事業の公営化の動きが大都市部で進み、大阪電灯はすべての営業地域を大阪市に買収されてしまい、残る設備も大同電力の手に落ちた。このため、宇治電としては比較的大口の需要家に対する電力供給に専念するとともに、大阪市と電力供給の協定を結んで何とか需要を確保した。京都でも京都市と電力供給を巡って競合状態となり、結局、京都市と京都電灯・宇治電の間で供給地域を分担することで決着を見た。
1942年（昭和17年）、国家総動員法に基づく配電統制令により1発電9配電体制に再編されることになり、解散した。

## 現存する建築物

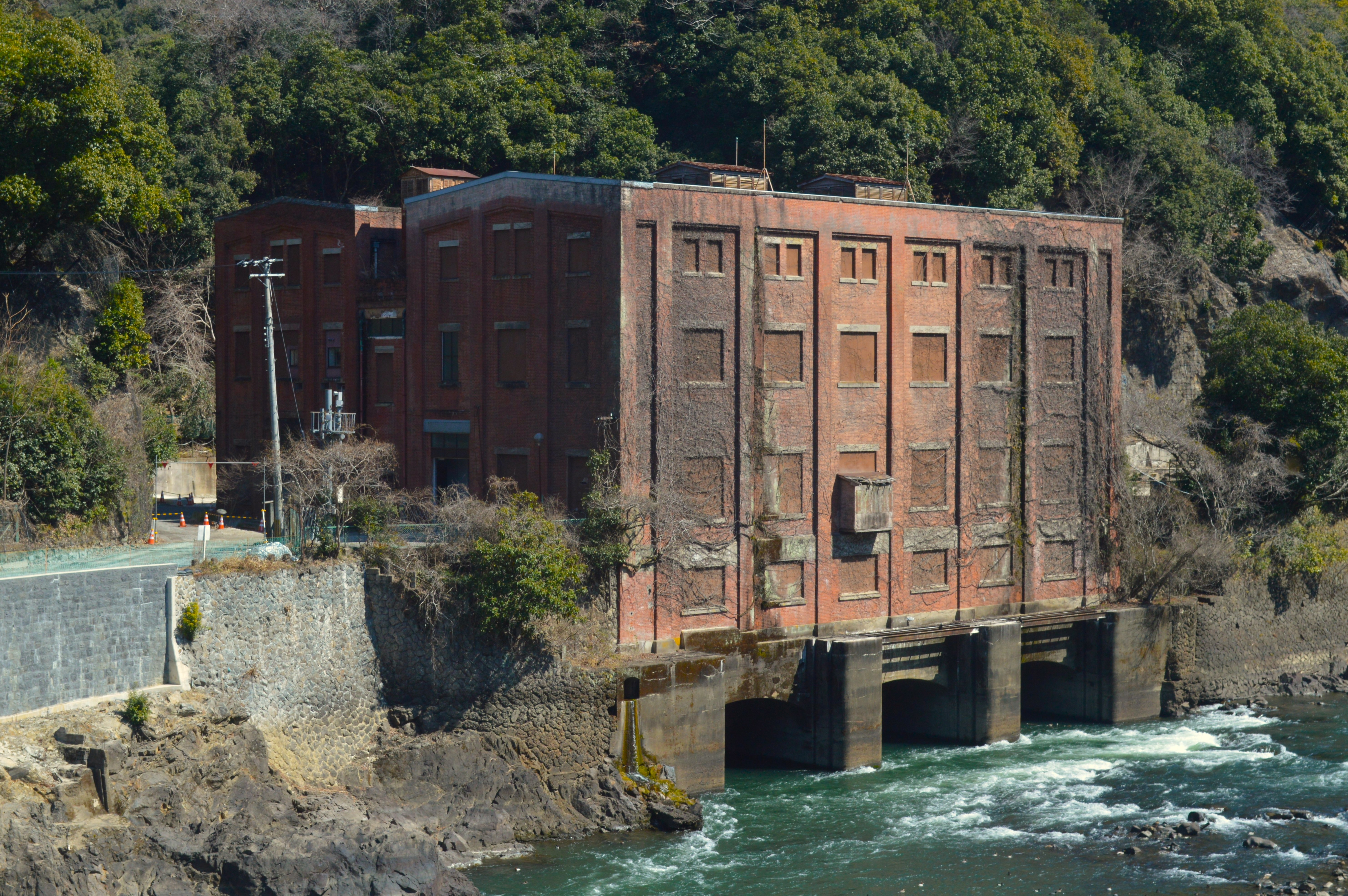
旧志津川発電所

1913年（大正2年）に竣工した宇治水力発電所（宇治発電所）は煉瓦造の近代建築である。関西電力宇治発電所として現在も使用されている。
1924年（大正13年）に竣工した志津川発電所は鉄骨煉瓦造の近代建築である。ニュージェック水理実験所として現在も使用されている。

## その他
- 五大電力の中では兼営の電気鉄道事業に最も注力していた。世界大恐慌下で電力の大口需要先を確保すると共に収益源とすることを目的とし、1926年（大正15年）に近江鉄道を傘下に収め、翌1927年（昭和2年）には兵庫電気軌道（兵庫 - 明石間）と神戸姫路電気鉄道（明石 - 姫路間）を買収。明石で接続していた両社を一本化して、宇治電直営の電鉄部[4]として経営した。1933年（昭和8年）に山陽電気鉄道として分離するものの、その名残で独立後も山陽電気鉄道本線を「宇治電」と暫く呼び習わすことがあった。一方、近江鉄道は宇治電解散後に沿線出身の堤康次郎が買収し、西武グループ入りした。

- 大正時代になると、大阪商船と宇治電はさらなる電力需要の増大を見越して日本電力（日電）を設立。未開発だった北陸地方の水系を開発して電力供給を開始した。しかしその後の電力戦では、既に大同電力と供給契約を結んでいた宇治電に対し日電が独自に送電設備の新設と需要家開拓を行い、親会社・子会社の関係にも拘らず両者の間で激しい競争状態に陥った。

- かつて大阪・中之島にあったダイビルは、1923年（大正12年）に大阪商船・宇治電・日電の共同出資によって設立された大阪ビルヂングに端を発し、大阪商船と日電が本社を置き、大同電力の大阪支店も入居していた。また、大阪市北区西天満にあった宇治電ビルディング（1937年竣工）はかつて宇治電本社ビルとして使用され、その後1960年（昭和35年）まで関西配電⇒関西電力の本社として使用されていた。

- 2019年（令和元年）時点で、「宇治電」の名は高知市の研磨剤メーカーである宇治電化学工業株式会社の社名に残っている。同社は1939年（昭和14年）に宇治川電気ほかの出資で設立された企業である[5]。